# Mystus cineraceus
Mystus cineraceus is een straalvinnige vissensoort uit de familie van de stekelmeervallen (Bagridae). De wetenschappelijke naam van de soort is voor het eerst geldig gepubliceerd in 2009 door Ng & Kottelat.